# Santa Claus Lane
Albums de Hilary Duff
Metamorphosis
(2003)
Singles
1. "Tell Me a Story (About the Night Before)"
Sortie : 29 novembre 2002
2. What Christmas Should Be
Sortie : 14 octobre 2003

Santa Claus Lane est le premier  album studio et le premier album de Noël de la chanteuse américaine Hilary Duff. Il est publié aux États-Unis le 15 octobre 2002 par Buena Vista Records. L'album contient des reprises de chansons de Noël, notamment "Santa Claus Is Coming to Town", "Jingle Bell Rock" et "Last Christmas". L'album comporte également des apparitions de Christina Milian, Lil' Romeo et la sœur d'Hilary, Haylie.
Santa Claus Lane s'est hissé à la deuxième place des classements Top Heatseekers et Top Kid Audio du Billboard américain et a atteint la 154e place du Billboard 200. Il est certifié Or par la Recording Industry Association of America (RIAA) pour avoir livré 500 000 exemplaires aux détaillants. Au Japon, il atteint la 134e place du classement Oricon des albums en 2004. La chanson titre a été reprise dans le film comique de Noël 2002 Hyper Noël.

## Historique
En 2001, Hilary Duff devient célèbre grâce à son rôle principal dans la série de Disney Channel, Lizzie McGuire. Elle s'intéresse à une carrière musicale après avoir assisté à un concert de Radio Disney en 2001. « Il y avait tous ces groupes pop dans les coulisses du concert », raconte-t-elle. « Ils se préparaient tous dans les coulisses et s'échauffaient, et je me disais : je veux tellement faire ça ! » Un jour, Duff rencontre Andre Recke, qui va bientôt devenir son manager. Elle lui a fait part de son désir de devenir chanteuse et a brièvement chanté pour lui. Recke déclare à propos de sa rencontre avec Duff : « Lorsque j'ai rencontré Hilary, j'ai su qu'elle avait quelque chose de spécial. Parfois, vous avez juste ce sentiment, que, 'Wow, elle est une star ».
La carrière musicale de Duff débute avec deux apparitions sur des bandes originales. En 2002, elle apparait sur la bande originale de Lizzie McGuire (en), interprétant une reprise de I Can't Wait (en) de Brooke McClymont, et sur la compilation DisneyMania (en) de Walt Disney Records, où elle effectue une reprise de The Tiki Tiki Tiki Room (en). Recke souligne à propos de son apparition à DisneyMania, « C'était le premier test pour voir comment ses fans réagiraient à elle en tant que chanteuse et pas seulement en tant qu'actrice ». Duff déclare qu'elle a eu l'impression que Noël était arrivé tôt pour elle quand elle a enregistré Santa Claus Lane. Elle poursuit : « J'ai vraiment aimé chanter ces chansons. C'était beaucoup de travail, mais aussi beaucoup de plaisir ! ».
I Heard Santa on the Radio et Tell Me a Story sont des duos avec respectivement Christina Milian et Lil' Romeo. Same Old Christmas met en vedette la sœur de Duff, Haylie. Santa Claus Lane comprend des productions de Matthew Gerrard, Chris Hamm, Alain Bertoni, Charlie Midnight et Chico Bennett. Sur la réédition de 2003, le titre bonus What Christmas Should Be est produit par Charlton Pettus. Cette chanson figure au générique de fin et sur la bande-son de son film de la comédie familiale Treize à la douzaine sorti en 2003.
Dans une interview de 2013 avec le site web Idolator, Duff a fait part de son désamour pour Tell Me a Story, disant qu'elle « déteste honnêtement ce morceau - [et elle l'a] effacé de [sa] mémoire ». Duff indique aussi qu'elle « [ne] se souvenait même pas » de la chanson.

## Parution et accueil

### Sortie et promotion
Santa Claus Lane sort aux États-Unis le 15 octobre 2002 par Walt Disney Records. Il est réédité le 14 octobre de l'année suivante avec la piste bonus "What Christmas Should Be", et publié par Buena Vista Records.
Deux singles issus de l'album sont sortis simultanément le 2 décembre 2002.
Santa Claus Lane est envoyé aux stations de radio pop, tandis que "Tell Me a Story" est transmis aux stations de radio rythmiques et urbaines. Un clip pour Santa Claus Lane, dans lequel Duff se produit sur Disney's Movie Surfers pour promouvoir le film Hyper Noël, est diffusé sur Disney Channel. Duff tourne un clip pour Tell Me a Story avec Lil' Romeo  qui est également diffusé sur Disney Channel.

### Accueil critique
Santa Claus Lane reçoit des critiques mitigées de la part des critiques musicaux. Un rédacteur d'AllMusic donne à l'album trois étoiles sur cinq. Jaan Uhelszki, dans une critique éditoriale pour Amazon.com, donne une critique négative à Santa Claus Lane. Elle écrit que l'album, composé principalement de reprises de Noël, « n'ajoute pas grand-chose au canon de la musique de Noël ». Elle estime également qu'il ne « s'égaye » que sur les chansons où figurent des musiciens invités.
Kelefa Sanneh du New York Times ironise sur le fait qu'il s'agit d'un « album concept » qui est « vaguement inspiré de Saint-Nicolas, l'évêque de Myra du quatrième siècle ».
Christopher Thelen publie une critique plus positive à l'album. Dans un article pour le Daily Vault, Thelen donne une note de B- et écrit qu'il « montre qu'il y a une voix derrière le joli visage jeune, même si c'est un lieu inhabituel pour débuter sa carrière de chanteuse ».

## Succès commercial
Santa Claus Lane a atteint à la 154e place du Billboard 200, et a également atteint la deuxième position du Top Heatseekers et du Top Kid Albums. Le 9 décembre 2003, l'album est certifié Or par la Recording Industry Association of America pour 500 000 livraisons aux détaillants. L'album atteint, au Japon, la 134e position du Total Albums Chart en 2004. Au 27 juillet 2014, l'album s'est vendu à 477 000 exemplaires aux États-Unis.

### Classements hebdomadaires
| Classements (2002-2004)                | Position |
| -------------------------------------- | -------- |
| Japon (Oricon)                         | 134      |
| États-Unis (Billboard 200)             | 154      |
| États-Unis (Catalog Albums)            | 1        |
| États-Unis (Top Holiday Albums)        | 5        |
| États-Unis Top Heatseekers (Billboard) | 2        |
| États-Unis Top Kid Audio (Billboard)   | 2        |

### Certification
| Pays              | Certification | Date            | Ventes  |
| ----------------- | ------------- | --------------- | ------- |
| États-Unis (RIAA) | Or            | 9 décembre 2003 | 500 000 |

## Liste des titres
| Édition originale | Édition originale                                               | Édition originale                                                | Édition originale           | Édition originale | Édition originale | Édition originale | Édition originale | Édition originale | Édition originale |
| No                | Titre                                                           | Auteur                                                           | Producteur                  | Durée             |                   |                   |                   |                   |                   |
| ----------------- | --------------------------------------------------------------- | ---------------------------------------------------------------- | --------------------------- | ----------------- | ----------------- | ----------------- | ----------------- | ----------------- | ----------------- |
| 1.                | Santa Claus Lane                                                | Matthew Gerrard, Charlie Midnight, Bridget Benenate, Jay Landers | Matthew Gerrard             | 2:42              |                   |                   |                   |                   |                   |
| 2.                | Santa Claus Is Coming to Town                                   | John Frederick Coots, Haven Gillespie                            | Chris Hamm, Alain Bertoni   | 3:36              |                   |                   |                   |                   |                   |
| 3.                | I Heard Santa on the Radio (featuring Christina Milian)         | Midnight, Hamm                                                   | Hamm, Bertoni               | 4:02              |                   |                   |                   |                   |                   |
| 4.                | Jingle Bell Rock                                                | Joseph Carleton Beal, James Ross Boothe                          | Hamm, Bertoni               | 2:47              |                   |                   |                   |                   |                   |
| 5.                | When the Snow Comes Down in Tinseltown                          | Midnight                                                         | Midnight, Denny Weston, Jr. | 3:18              |                   |                   |                   |                   |                   |
| 6.                | Sleigh Ride                                                     | Leroy Anderson, Mitchell Parish                                  | Hamm, Bertoni               | 3:04              |                   |                   |                   |                   |                   |
| 7.                | Tell Me a Story (About the Night Before) (featuring Lil' Romeo) | Midnight, Chico Bennett, Landers, Master P, Lil' Romeo           | Bennett, Midnight           | 3:40              |                   |                   |                   |                   |                   |
| 8.                | Last Chritmas                                                   | George Michael                                                   | Hamm, Bertoni               | 4:11              |                   |                   |                   |                   |                   |
| 9.                | Same Old Christmas (featuring Haylie Duff)                      | Midnight, Marc Swersky                                           | Bennett, Midnight           | 3:17              |                   |                   |                   |                   |                   |
| 10.               | Wonderful Christmastime                                         | Paul McCartney                                                   | Hamm, Bertoni               | 2:53              |                   |                   |                   |                   |                   |
| 33:29             |                                                                 |                                                                  |                             |                   |                   |                   |                   |                   |                   |

| Réédition (2003) | Réédition (2003)                                                | Réédition (2003)                                                 | Réédition (2003)            | Réédition (2003) | Réédition (2003) | Réédition (2003) | Réédition (2003) | Réédition (2003) | Réédition (2003) |
| No               | Titre                                                           | Auteur                                                           | Producteur                  | Durée            |                  |                  |                  |                  |                  |
| ---------------- | --------------------------------------------------------------- | ---------------------------------------------------------------- | --------------------------- | ---------------- | ---------------- | ---------------- | ---------------- | ---------------- | ---------------- |
| 1.               | What Christmas Should Be                                        | Midnight, Gerrard                                                | Charlton Pettus             | 3:12             |                  |                  |                  |                  |                  |
| 2.               | Santa Claus Lane                                                | Matthew Gerrard, Charlie Midnight, Bridget Benenate, Jay Landers | Matthew Gerrard             | 2:42             |                  |                  |                  |                  |                  |
| 3.               | Santa Claus Is Coming Town                                      | John Frederick Coots, Haven Gillespie                            | Chris Hamm, Alain Bertoni   | 3:36             |                  |                  |                  |                  |                  |
| 4.               | I Heard Santa on the Radio (featuring Christina Milian)         | Midnight, Hamm                                                   | Hamm, Bertoni               | 4:02             |                  |                  |                  |                  |                  |
| 5.               | Jingle Bell Rock                                                | Joseph Carleton Beal, James Ross Boothe                          | Hamm, Bertoni               | 2:47             |                  |                  |                  |                  |                  |
| 6.               | When the Snow Comes Down in Tinseltown                          | Midnight                                                         | Midnight, Denny Weston, Jr. | 3:18             |                  |                  |                  |                  |                  |
| 7.               | Sleigh Ride                                                     | Leroy Anderson, Mitchell Parish                                  | Hamm, Bertoni               | 3:04             |                  |                  |                  |                  |                  |
| 8.               | Tell Me a Story (About the Night Before) (featuring Lil' Romeo) | Midnight, Chico Bennett, Landers, Master P, Lil' Romeo           | Bennett, Midnight           | 3:40             |                  |                  |                  |                  |                  |
| 9.               | Last Christmas                                                  | George Michael                                                   | Hamm, Bertoni               | 4:11             |                  |                  |                  |                  |                  |
| 10.              | Same Old Christmas (featuring Haylie Duff)                      | Midnight, Marc Swersky                                           | Bennett, Midnight           | 3:17             |                  |                  |                  |                  |                  |
| 11.              | Wonderful Christmastime                                         | Paul McCartney                                                   | Hamm, Bertoni               | 2:53             |                  |                  |                  |                  |                  |
| 36:42            |                                                                 |                                                                  |                             |                  |                  |                  |                  |                  |                  |

## Équipe de production
L'équipe de production de l'album est composée des personnes suivantes.
| - Deborah Araya – Styliste - Chico Bennett – Réalisateur artistique - Alain Bertoni – Producteur - Savina Ciaramella – A&R - J. Fred Coots – Compositeur - Matthew Gerrard – Producteur - Haven Gillespie – Compositeur - Chris Hamm – Producteur | - Martin Häusler – Graphiste - Jay Landers – Producteur exécutif - Gavin Lurssen – Mastering - Dani Markman – Coordination artistique - Charlie Midnight – Producteur - Andre Recke – Producteur exécutif - Denny Weston, Jr. – Producteur |